# Dreamlinux
Dreamlinux was een Braziliaanse Linuxdistributie gebaseerd op Debian. Het kon opstarten als een live-cd en kon daarna grafisch worden geïnstalleerd op de harde schijf. De desktopomgeving was Xfce 4.8. De laatste versie was 5.0, uitgebracht op 1 januari 2012. Deze maakte gebruik van Linuxkernel 3.1 en was gebaseerd op Debian 7.0 wheezy. Het Dreamlinux Project werd stopgezet in oktober 2012.

## Meegeleverde software
Volgende software werd meegeleverd:
- Xfce 4.8, met een dock als programmastarter en programmabeheerder (gelijkend op Mac OS X).
- Programmeeromgevingen voor Ruby, Lua, Vala, C, C++, Python en Perl.
- Netwerkapplicaties: Apache 2, PHP 5, MySQL, Samba, Netatalk, TorrentFlux, SSH, Bluetooth, network-manager, avahi-Daemon (Bonjour), preload, fancontrol en cpufreqd.
- Software voor eindgebruikers:
  - Chromium, een opensource-webbrowser.
  - Audio- en videocodecs voor het afspelen van verschillende formaten.
  - SoftMaker, een kantoorpakket bestaande uit Textmaker, Planmaker en Presentations.
  - GIMP, een grafisch programma voor het bewerken van verschillende afbeeldingsformaten.
  - Inkscape, een grafisch programma.
  - Shotwell, een fotobeheerder.
  - Foxit Reader, een pdf-lezer.